# Chistorra

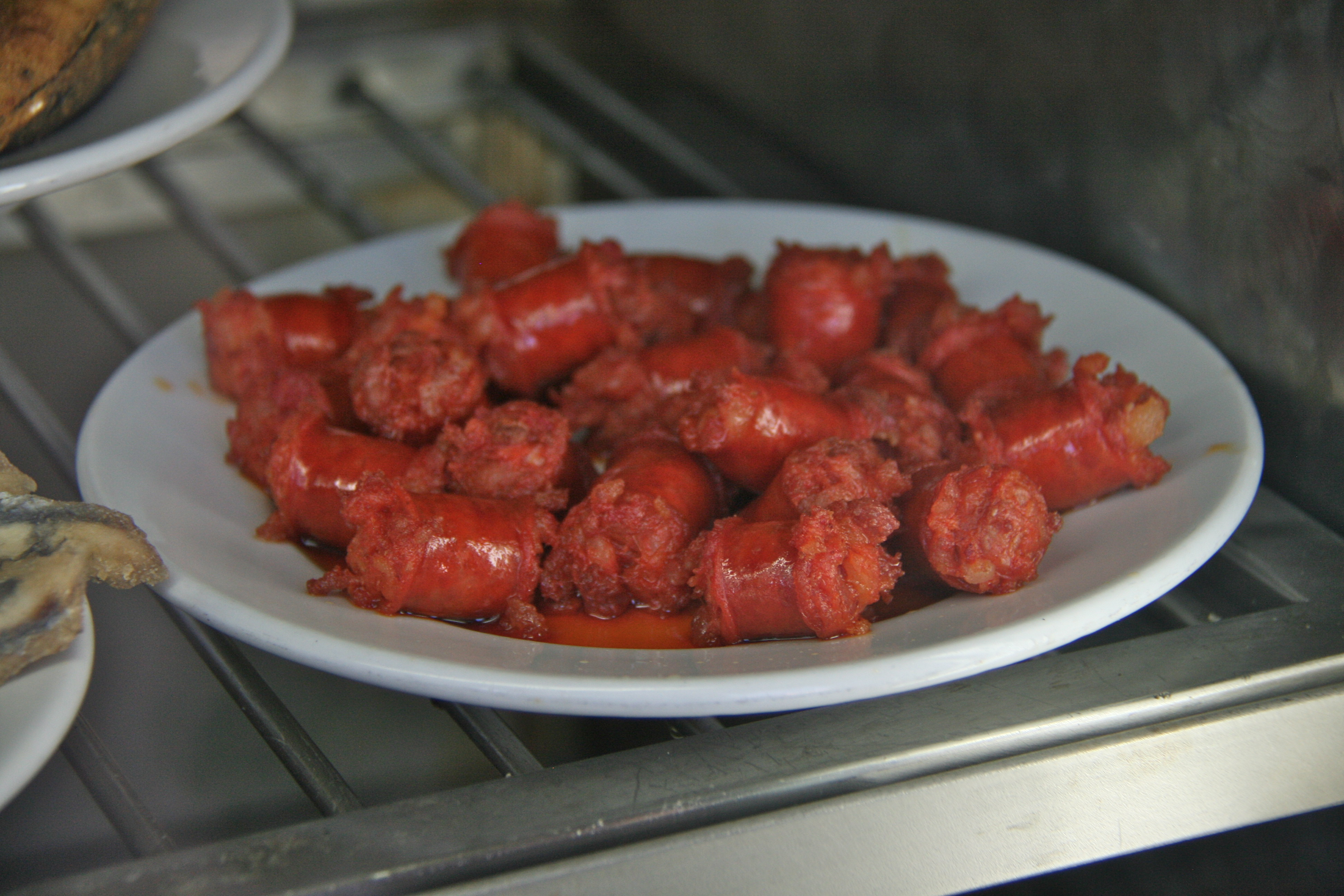
Plato con chistorra.

La chistorra o txistorra (del euskera txistor, "longaniza") es un tipo de embutido de origen navarro elaborado con carne picada fresca de cerdo, aunque también puede ser una mezcla de carnes de cerdo y de vacuno. De media, contiene entre un 70 y un 80 % de grasa en función de la categoría, además de ajo, sal y pimentón que suele darle un color rojo característico, así como hierbas aromáticas (generalmente perejil). Se suele consumir frita o asada.

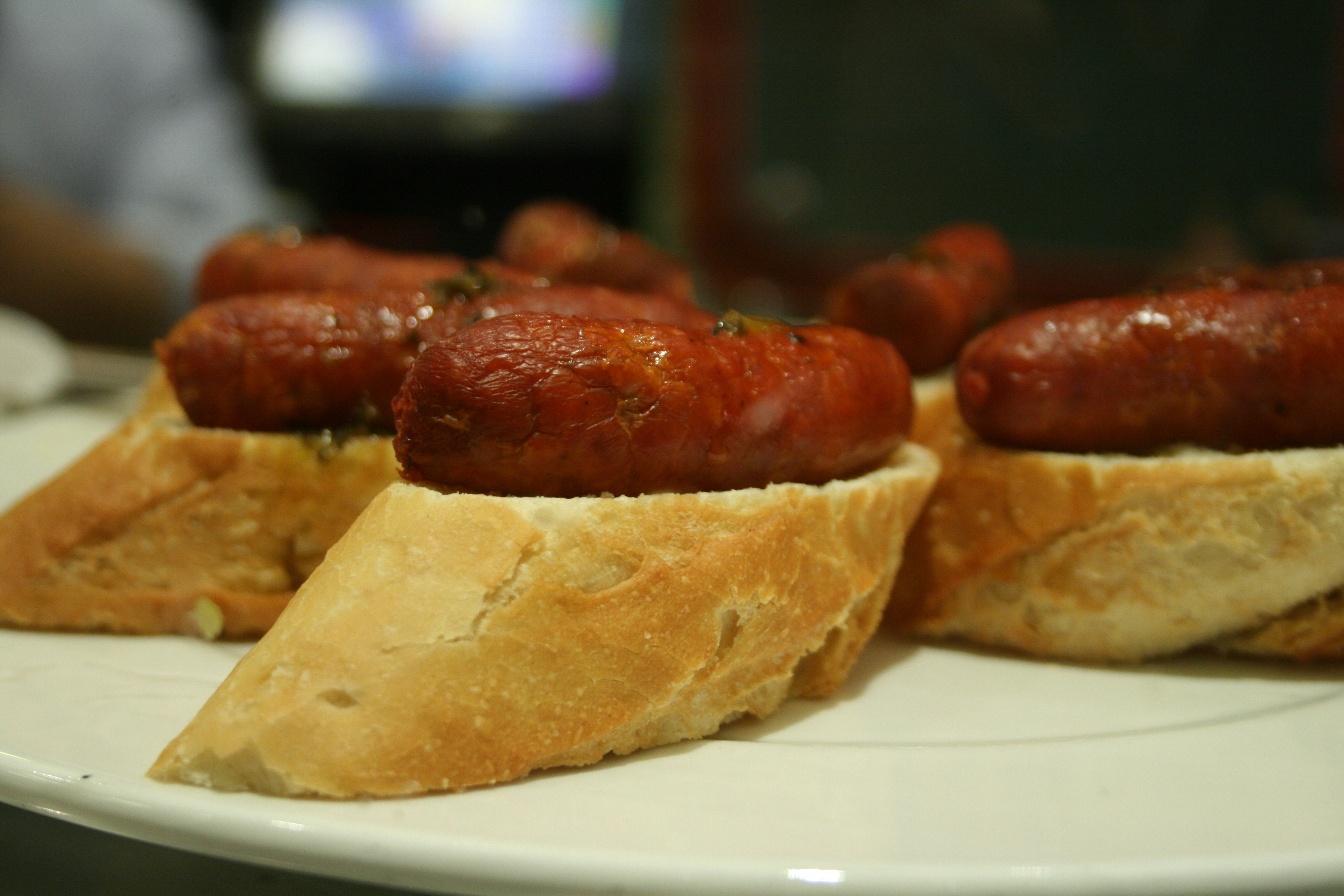
Pincho de chistorra, en su presentación habitual.

Se trata de uno de los productos más conocidos de las gastronomías navarra y vasca, aunque también puede encontrarse en menor medida en territorios vecinos como Aragón o la Rioja. En Arbizu, lugar con gran tradición en la elaboración de este embutido, se celebra anualmente el Txistor Eguna ("día de la txistorra").
Desde octubre de 2024, su elaboración y comercialización está protegida por la Indicación Geográfica Protegida Chistorra de Navarra − Txistorra de Navarra − Nafarroako Txistorra.

## Características
La chistorra se caracteriza por ser un embutido que suele curar en muy poco tiempo (se estabiliza solo durante 24 horas entre los 2 y 8 °C), siendo además la carne embutida en tripa natural o sintética. El producto curado suele ser bastante más delgado que un chorizo, no llegando a sobrepasar un diámetro de 10 a 15 mm y puede llegar al metro de longitud. Está elaborado probablemente en su origen histórico con los restos menos agradables de una matanza que, en Guipúzcoa, quizá por razones climáticas o económicas, se realizaba poco antes de la llegada del invierno. En algunas localidades como Lodosa, se denomina birica o birika (birika significa pulmón en euskera), pues el ingrediente principal eran los pulmones del cerdo. 
En zonas del Pirineo de Aragón estrechamente ligadas con Navarra, como Salvatierra de Esca y Ansó, se distingue la txistorra, elaborada solo con carne, de otra variedad de la misma denominada berica o beritaco que incluye, además de los pulmones, la cabeza deshuesada del cerdo y el liviano (páncreas). En el Campo de Jaca existe también otra variedad donde se incluyen, además del hígado, otros despojos del cerdo, que recibe el nombre de arbiello, palabra en aragonés que significa esófago, ya que es en él donde se embuten los ingredientes. 
Hoy en día la chistorra suele venderse en fresco, pero cada vez más se encuentra envasada al vacío en cualquiera de los supermercados españoles.

## Elaboración

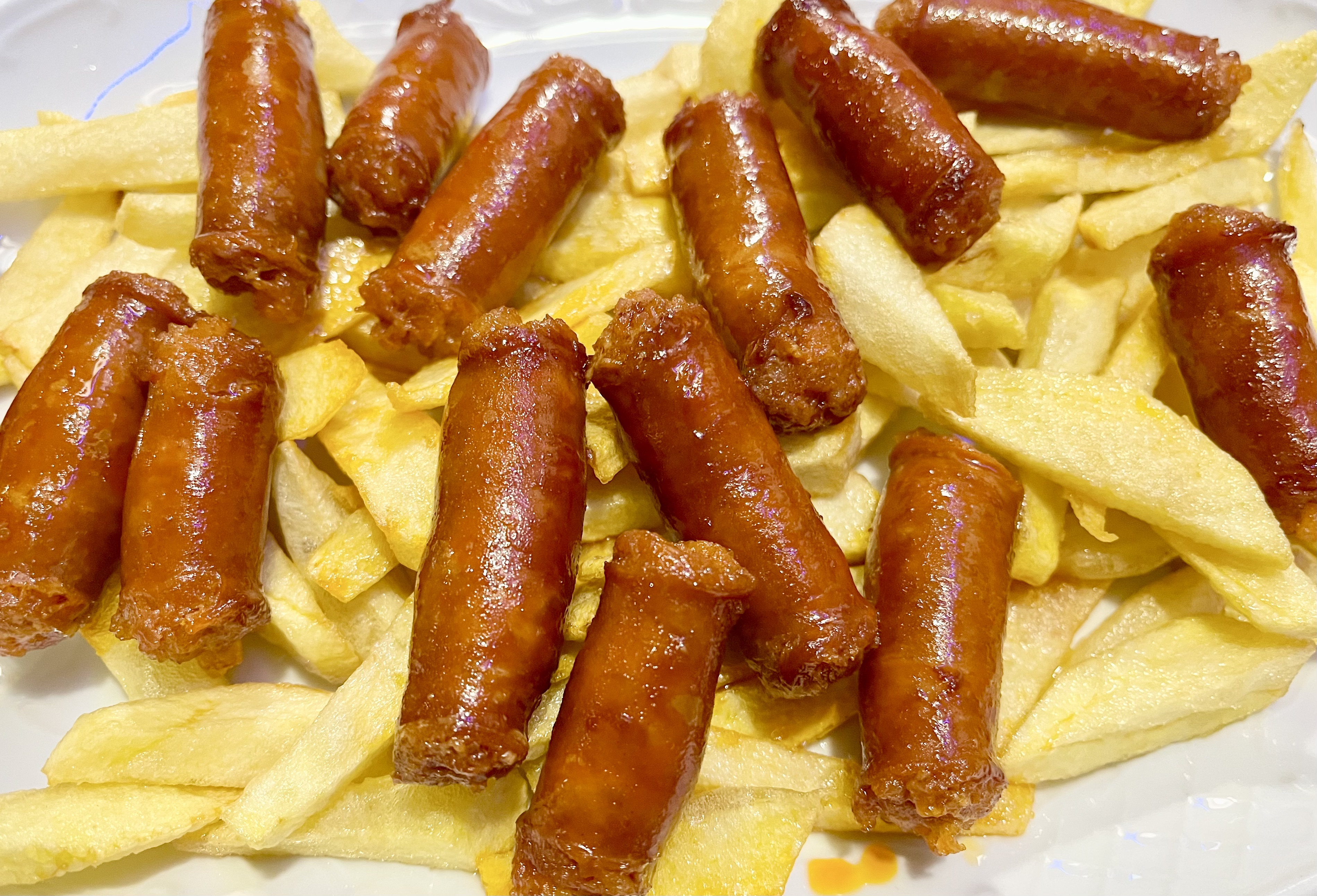
Chistorra con patatas fritas.

Picar las carnes debidamente refrigeradas en la picadora con la rejilla de 8. Añadir la condimentación y amasar bien. Dejar reposar 24 horas en cámara frigorífica. Embutir en tripa de cordero de 22/24 y porcionar haciendo ristras. Dejar orear a temperatura ambiente durante 1 hora y después secar a 12 °C con una humedad relativa en torno al 76 %. El tiempo de secado suele ser corto, de dos o tres días, ya que este embutido, aunque sea curado, se consume bastante fresco y casi siempre frito. NOTA: Existen en el mercado preparados completos para la condimentación de todo tipo de embutidos, con los que, siguiendo las indicaciones del fabricante en cuanto a cantidad de preparado por kg de masa, se consiguen buenos resultados y con todas las garantías.

## Preparación

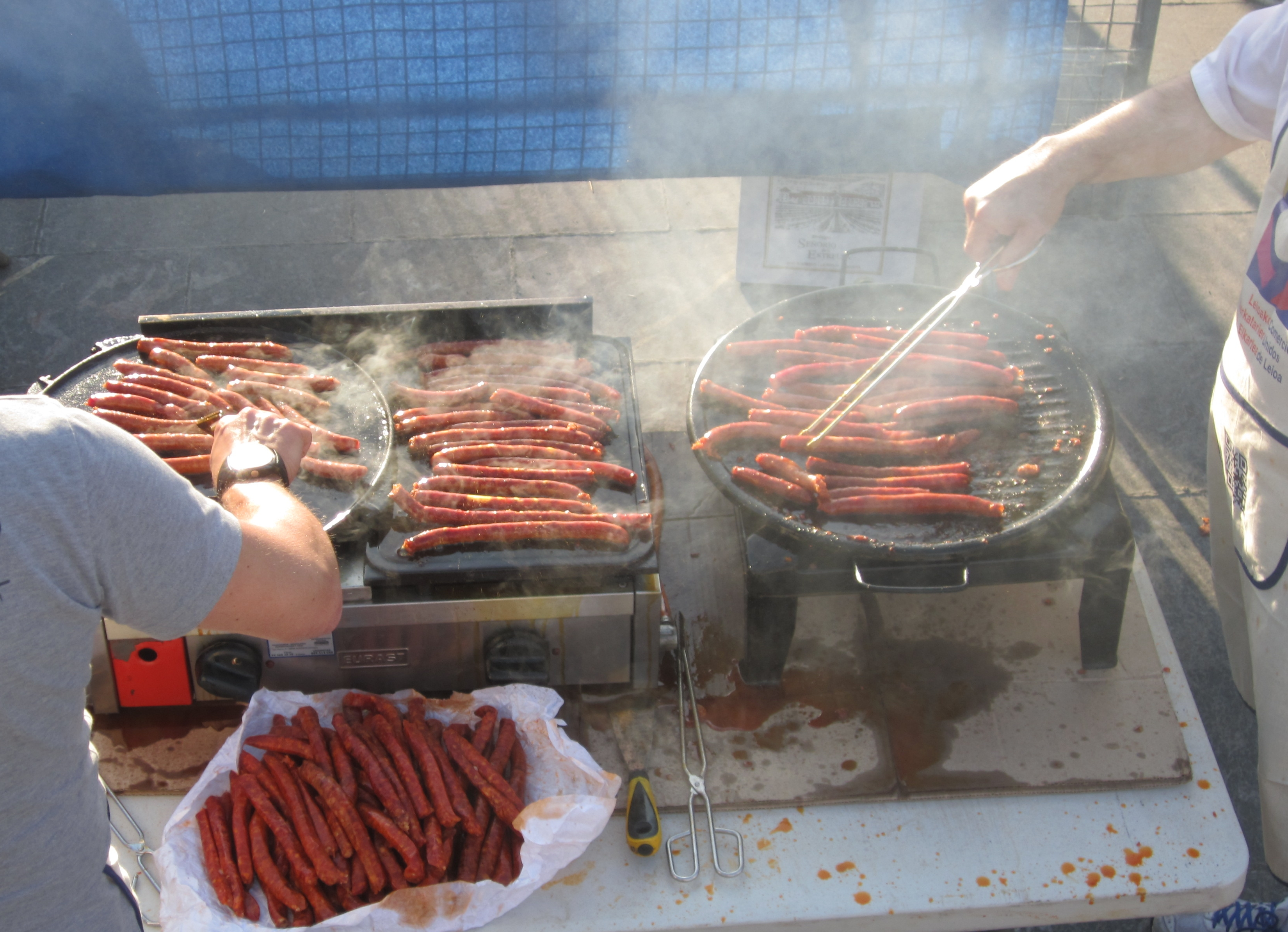
Chistorras en planchas.

La chistorra se suele comer asada o frita, generalmente acompaña a otros platos, uno de los más populares es un plato con huevo frito y patatas (Huevos rotos con chistorra y patatas). Suele freirse entera, pero servirse en pequeños trozos como una tapa (tapa de chistorra) que suele ser acompañada de cerveza o vino (txakolí). A veces suele ser un elemento muy típico de los bocadillos (bocadillo de chistorra). Otra variante que aparece en algunas pastelerías (zona de productos salados) es un cruasán con un trozo de chistorra como relleno (croissant preñado). Con huevos también se prepara la tortilla con chistorra.

## Costumbres
El 21 de diciembre en el País Vasco es el día de Santo Tomás, durante este día se pueden ver por todas las ciudades puestos de productos artesanales, entre los que destacan, por ser la comida típica del día, el talo, la chistorra y la sidra o sagardoa como acompañamiento habitual.